# Шепель, Дмитрий Сергеевич
Дми́трий Серге́евич Ше́пель (род. 8 августа 1978) — российский конькобежец. Заслуженный  мастер спорта РФ,  чемпион мира по классическому  многоборью среди юниоров 1998 года. Серебряный призёр чемпионата мира по классическому многоборью 2002 года. Чемпион Европы 2001 года, бронзовый призёр чемпионатов Европы по классическому многоборью 1999 и 2002 годов. Чемпион мира на дистанциях 500,1500 м в  2002 года в чемпионате мира по классическому многоборью,  чемпион Европы на дистанции 1500 метров в  2001 году по классическому многоборью. Рекордсмен мира среди юниоров на дистанции 1500 метрах (1:50,45 в 1998 году Калгари, Канада). Участник трёх Олимпийских игр: 1998, 2002, 2006 г. г. места: 4,5,6,11,18,21,32. Многократный чемпион России. Юрист с 2008 года, адвокат с 2019 года

## Биография
Родился и проживает в Ленинграде (ныне Санкт-Петербург). Занимается конькобежным спортом с 9 лет. Имеет высшее образование, слушатель академии МВД. 

## Карьера
- Чемпионат Европы 1999 — бронзовая медаль[3];
- Чемпионат Европы 2001 — золотая медаль[3];
- Чемпионат Европы 2002 — бронзовая медаль[4];
- Чемпионат Мира 2002 — серебряная медаль.

На Олимпийских играх лучшим результатом Шепеля стало 4-е место в 2002 году в Солт-Лейк-Сити на дистанции 5000 метров, где Дмитрий проиграл бронзовому призёру немцу Енсу Бодену лишь 12 сотых секунды.
На протяжении 20 лет с Дмитрием Сергеевичем работал заслуженный тренер Российской Федерации Сергей Григорьевич Исаев, подготовивший многих других выдающихся спортсменов. По мнению самого конькобежца, поддержка тренера стала одной из важнейших составляющих его успеха.

## Здоровье
Дмитрий часто попадает под внимание антидопинговой службы в связи с врожденным повышенным уровнем гемоглобина в крови. 